# John Yarde-Buller (1er baron Churston)
Pour les articles homonymes, voir Yarde.
John Yarde-Buller, 1er baron Churston (12 avril 1799-4 septembre 1871) est un homme politique britannique conservateur.

## Biographie
Né John Buller-Yarde-Buller, il est le fils aîné de Francis Buller-Yarde-Buller, 2e baronnet (1767-1833) et de sa femme Elizabeth Holliday, seule fille et seule héritière de John Holliday de Dilhorne Hall dans la paroisse de Dilhorne, Staffordshire.
En 1833, il hérite du titre de baronnet de son père et entre au Parlement deux ans plus tard en tant que député de South Devon. Il occupe le siège pendant près de vingt-quatre ans et à sa retraite en 1858, il est élevé à la pairie en tant que baron Churston, de Churston Ferrers et Lupton, Co. Devon. En 1860, il change le nom de famille en Yarde-Buller.

## Mariages et descendance
Lord Churston se marie deux fois: 
- Tout d'abord le 24 janvier 1823 à Elizabeth Wilson-Patten (décédée en 1857), fille de Thomas Wilson-Patten de Bank Hall dans le Lancashire [3] et sœur de John Wilson-Patten (1er baron Winmarleigh), avec qui il a deux enfants: 
  - John Yarde-Buller (1823-1867), un soldat, qui est décédé avant son père;
  - Bertha Yarde-Buller (décédée en 1872), qui épouse Massey Lopes (3e baronnet)
- En secondes noces en 1861, il épouse Caroline Newman (décédée en 1866), fille de Robert Newman, 1er baronnet (1776-1848) de Mamhead House dans le Devon.

Lord Churston est décédé en 1871 et ses titres sont transmis à son petit-fils aîné, John Yarde-Buller (2e baron Churston).